# 김선동 (방송인)
김선동(1950년 4월 17일 ~ )는 대한민국의 KBS의 前 아나운서이며, 퇴사 후 현재 방송인이다.

## 학력
- 대전 보문고등학교
- 제주대학교 사회과학대학 행정학과
- 중앙대학교 대학원 신문방송대학원 석사

## 경력
- 아나운서팀 1직급 부장아나운서
- 아나운서실 현업총괄뉴스 부주간
- 제주방송총국 아나운서부장
- 아나운서실 인터넷운용팀장
- 역대아나운서사 자료조사팀장
- 아나운서실 현업총괄차장
- 아나운서실 TV차장
- R뉴스담당차장,외주담당차장 역임

## 주요 활동
2002년 KBS NHK 방송협력회의 12/3~12/5 서울 아나운서 대표로 참석 

## 주요 논문
논문 : "방송아나운서의 전문직 인식에 관한 연구" 중앙대학교 신문방송대학원 석사

## 방송 프로그램

### TV
- KBS 1TV 6시 내고향 남자MC
- KBS 1TV 전국노래자랑 MC
- 카네이션 기행
- 고향의 아침
- 일요특강 나의 영농체험
- 농업도 경영이다
- 97 광주비엔날레
- 95 광주비엔날레
- KBS 뉴스 휴일 아침 6시 1TV
- 대전엑스포 주관방송 진행자
- 전국민속예술축제 특집방송
- 국내최초 무궁화 위성연결 31절 특집 생방송